# Геройское (Херсонская область)
Геройское (укр. Геройське) — село в Чулаковской сельской общине Скадовского района Херсонской области Украины. До 2020 года входил в состав Голопристанского района.
В 2022 году в ходе вторжения России на Украину село было окупировано Российскими войсками

## География
Расположено на берегу Днепровско-Бугского лимана, недалеко от Ягорлыцкого залива Чёрного моря, близ озёр песчаной Кинбурнской косы, в 65 км от районного центра — города Голой Пристани.

## История
Упоминания о поселениях на данной территории, относятся ко времени формирования Прогноевской паланки Войска Запорожского. Прогнои в то время стал административным центром, этой военно-территориальной единицы. Здесь на промыслах в близлежащих озёрах казаки собирали соль, ловили в лимане и солили рыбу, особым образом перерабатывали и перевозили на правый берег Днепра, в район Станиславского мыса и Широкой балки, а оттуда возами доставляли в Сечь, для своих нужд и дальнейшей продажи в Россию, Польшу и Литву.

## Село в Великой Отечественной войне
Село было захвачено немцами 25 сентября 1941 года. Освобождено 5 ноября 1943 года частями Красной Армии.

## Население
Население по переписи 2001 года составляло 670 человек.

## Хозяйство
- Добыча соли (до начала 80-х добывали ручным способом)[1].
- Цех расфасовки соли[1].
- Лесничество (организовано в 1959 году). Цель создания лесничества — залесение песков Кинбурнской косы[1].

## Известные жители и уроженцы
- Висовин, Константин Гаврилович — разведчик 70-го гвардейского стрелкового полка, Герой Советского Союза.
- Дубинда, Павел Христофорович — старшина роты 293-го гвардейского стрелкового полка, первый из советских воинов, удостоенный звания Герой Советского Союза и одновременно полный кавалер ордена Славы.
- Оводовский, Григорий Яковлевич — капитан 1-го ранга, Герой Советского Союза (1945).
- Танский, Николай Георгиевич — командир катера «МО-424», Герой Советского Союза.
- Гниляк, Николай Николаевич — Герой Социалистического Труда, гарпунер китобойной флотилии «Слава».
- Михасько, Василий Васильевич — Герой Социалистического Труда, капитан-директор рыболовецкого траулера «Крылов» (на Балтике), депутат Верховного Совета Литовской ССР[1].